# سليمان أغا السلحدار
الأمير سليمان أغا السلحدار، ولد في القرن الثامن عشر ، وقد ترقى في المناصب خلال عهد محمد علي باشا الكبير، ليصل إلى منصب السلحدار أي مسئولا عن السلاح. واشتهر بكثرة البناء، واستولى على المنهوبات من مبان كثيرة بالقاهرة واستخدمها في أبنيته الخاصة، حسب حاجته. وقد توفي في مصر عام 1261هـ (1845م).

## مقالات ذات صلة
- محمد علي باشا الكبير
- مسجد سليمان أغا السلحدار